# 사하구의회
사하구의회는 부산광역시 사하구 지역을 관할하는 기초의회이다.